# Spedizione a Terranova (1585)
La spedizione a Terranova, nota anche come spedizione di Bernard Drake a Terranova, fu una spedizione navale inglese che ebbe luogo all'inizio della guerra anglo-spagnola nell'Oceano Atlantico settentrionale tra l'estate e l'autunno del 1585. L'area del conflitto fu quella oggi nota con il nome di Grandi Banchi, al largo dell'attuale Terranova. L'intento della spedizione era quello di catturare la flotta di pescherecci spagnoli e portoghesi che operava nell'area. La spedizione risultò un enorme successo militare e finanziario e rimosse di fatto gli spagnoli e i portoghesi da quelle acque. Il raid ebbe inoltre notevoli conseguenze nell'ambito dell'espansione coloniale inglese in Nord America.

## Antefatto
La guerra era già stata dichiarata da Filippo II di Spagna dopo il Trattato di Nonsuch, nel quale la regina Elisabetta I d'Inghilterra aveva offerto il proprio supporto ai protestanti ribelli durante la rivolta olandese. Il 26 maggio gli spagnoli attuarono un embargo per le navi inglesi al porto di Bilbao e in seguito anche in tutti gli altri porti spagnoli. Il mercantile armato Primrose riuscì a portare la notizia a Londra. Gli inglesi, per rappresaglia, scatenarono un gran numero di pirati e corsari contro le navi mercantili spagnole, in particolare da e verso le Americhe. La stessa regina inglese, tramite Francis Walsingham, diede ordine a sir Francis Drake di guidare una spedizione per attaccare il Nuovo Mondo spagnolo come attacco preventivo.
Sir Humphrey Gilbert, provvisto di una patente della regina, era già sbarcato a St John's nell'agosto del 1583 e aveva formalmente preso possesso di Terranova a nome dell'Inghilterra Bernard Drake (parente alla lontana di sir Francis Drake), si era associato a Gilbert e con i parenti Richard Grenville e Walter Raleigh. Nel 1585 Drake si unì a Raleigh e al fratello di Gilbert, John, in attività connesse alla colonia di Roanoke, nell'attuale Carolina del Nord.
Il 10 giugno Raleigh venne autorizzato dal consiglio privato di sua maestà a un viaggio per contrastare i pescherecci nell'area di Terranova. La spedizione aveva proprio lo scopo di impedire ai pescherecci portoghesi e spagnoli di riportare in patria il pescato e di commercializzarlo traendone quindi profitto, oltre che di assaltare le eventuali navi militari o commerciali che fossero state trovate nell'area. La spedizione venne affidata a Carew Raleigh e a Bernard Drake il 20 giugno; quest'ultimo ottenne il comando delle operazioni militari il 27 giugno successivo..

## La "pulizia di Drake"
Drake lasciò Plymouth alla volta di Terranova nel luglio del 1585 con una flotta di dieci navi provvistegli da investitori che pensavano di ricavare un profitto dalla spedizione. L'avventura da subito diede guadagni, in quanto le navi inglesi catturarono una nave portoghese con a bordo zucchero proveniente dal Brasile e altri beni preziosi.

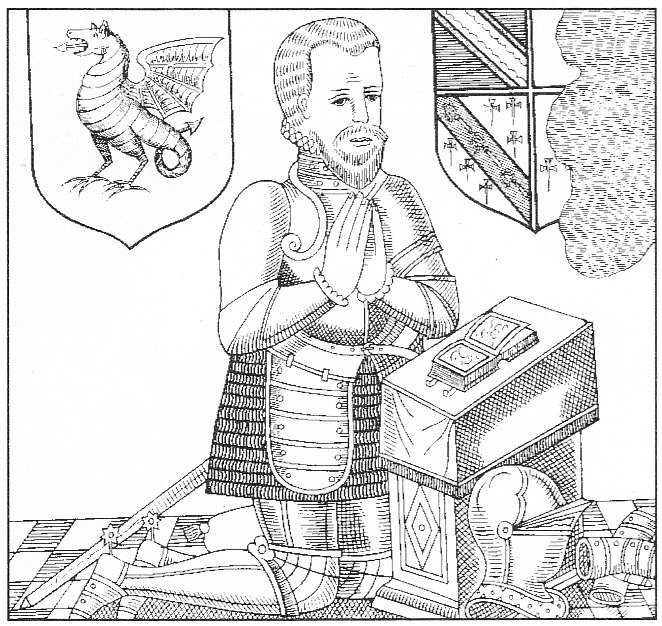
Bernard Drake

Drake giunse a Newfoundland alla metà di agosto e sbarcò a St. John's reclamando il luogo per l'Inghilterra. Utilizzò quindi il villaggio come base per le proprie operazioni e per rifornirsi di acqua potabile e provviste. Egli allertò quindi i pescherecci inglesi nell'area del pericolo nel commerciare con Spagna e Portogallo. Anziché fare rotta verso casa molte di queste navi si unirono a quelle di Drake. Gli inglesi riuscirono quindi a intercettare, saccheggiare e catturare o persino bruciare diversi pescherecci spagnoli e portoghesi.
Alla notizia degli attacchi i pescherecci spagnoli in particolare si spostarono più a sud verso la penisola di Avalon, lontani dall'area di operazione degli inglesi. Alla fine di settembre Drake aveva ripulito l'area di ogni nave spagnola o portoghese ed era pronto a tornare in Inghilterra con il bottino. Le sue forze avevano razziato anche una baleniera e una base di pesca presso la penisola di Burin e nella baia di Placentia. Quando il gruppo lasciò Terranova si diresse poi verso le Azzorre nella speranza di incontrare e assaltare altre navi provenienti dalle Indie occidentali. Qui gli inglesi catturarono delle navi cariche di zucchero, vino e avorio, oltre a una nave francese con oro a bordo. Le navi di Drake vennero però colpite dalla dissenteria e in seguito incontrarono anche una tempesta, ma riuscirono a tornare in patria.
Il gruppo era riuscito a catturare venti navi al nemico, ma non tutte avevano raggiunto l'Inghilterra in quanto alcune erano andate perdute durante la tempesta, incendiate o distrutte negli scontri.

## Conseguenze
Il viaggio di Drake si dimostrò di successo e profittevole, oltre ad avere privato le navi spagnole di 60 000 quintali di pesce da commercializzare sui mercati europei. In tutto vennero catturati seicento prigionieri spagnoli e portoghesi e molti di loro vennero portati poi in Inghilterra per essere incarcerati come deterrente nel caso in cui la Spagna avesse voluto ripagare l'Inghilterra con una medesima operazione. Si stima che il valore dei carichi e delle navi catturate avesse raggiunto il 600% di quanto investito inizialmente dai sostenitori dell'operazione. Al momento della spartizione del bottino Drake e suo figlio maggiore, John, ottennero quattro delle navi migliori catturate al nemico.
Il 9 gennaio 1586 Drake ottenne il titolo di cavaliere dalla regina Elisabetta a Greenwich in riconoscimento del successo da lui ottenuto. Un paio di mesi dopo i prigionieri che Drake aveva imprigionato a Exeter vennero processati, ma riconosciuti però colpevoli di ammutinamento. Il processo divenne noto come l'"assise nera di Exeter" del 14 marzo 1586 e si tenne nel castello di Exeter. Nelle tre settimane successive molti dei prigionieri morirono di malattia. Drake morì a Crediton il 10 aprile 1586, e venne sepolto due giorni dopo, lasciando il comando a suo figlio John.

### Conseguenze
Con una mossa preventiva il governo spagnolo proibì a tutte le navi spagnole di salpare alla volta di Terranova. La sorte dell'Invincibile Armata poi consentì agli inglesi di spianarsi la strada nelle acque dell'Atlantico. Il raid di Drake aveva portato seri danni all'industria peschiera spagnola e portoghese. I pescherecci portoghesi in particolare non si ripresero più da questo scontro. L'enorme successo ottenuto da Drake ebbe un notevole impatto anche sulla colonizzazione inglese delle Americhe, consentendo a inglesi e francesi (in particolare baschi) di fondare in Nord America i primi insediamenti stabili nella prima parte del XVII secolo.